# ハンス＝ユルゲン・ボイムラー
ハンス＝ユルゲン・ボイムラー（Hans-Jürgen Bäumler、1942年1月28日 - ）は、旧西ドイツ出身のフィギュアスケート選手で、のちの俳優、歌手、司会者。1960年スコーバレーオリンピック、1964年インスブルックオリンピックペア銀メダリスト。1963年、1964年世界フィギュアスケート選手権ペアチャンピオン。パートナーはマリカ・キリウス。

## 経歴
- 当初、男子シングルの選手として活躍したが、1957-58年シーズンよりマリカ・キリウスとペアを組む。
- 1959年より1964年までヨーロッパフィギュアスケート選手権ペア5連覇。
- 1960年スコーバレーオリンピックにおいて銀メダルを獲得。
- 1963、1964年世界フィギュアスケート選手権優勝。
- 1964年インスブルックオリンピックにおいて2大会連続の銀メダルを獲得。
- 1964年最後にプロに転向、また歌手としてもデビューしヒットを飛ばし、俳優、司会者としても成功し活動の場を広げる。
- 2008年2月24日、ドイツで放映されたドラマ『Kreuzfahrt ins Glück』の第5話「Hochzeitsreise nach Chile」にPeter Lüders役で出演。

## 主な戦績

### 男子シングル
| 大会/年        | 54-55 | 55-56 | 56-57 | 57-58 | 58-59 |
| -------------- | ----- | ----- | ----- | ----- | ----- |
| 世界選手権     |       | 12    |       | 14    |       |
| 欧州選手権     |       | 14    | 6     | 8     |       |
| 西ドイツ選手権 | 4     | 3     | 2     | 3     | 3     |

### ペア
| 大会/年        | 57-58 | 58-59 | 59-60 | 60-61 | 61-62 | 62-63 | 63-64 |
| -------------- | ----- | ----- | ----- | ----- | ----- | ----- | ----- |
| オリンピック   |       |       | 2     |       |       |       | 2     |
| 世界選手権     | 6     | 2     | 3     |       |       | 1     | 1     |
| 欧州選手権     | 5     | 1     | 1     | 1     | 1     | 1     | 1     |
| 西ドイツ選手権 | 1     | 1     | 2     | 2     | 2     | 1     | 1     |